# هوراس ك. يونغ
هوراس ك. يونغ (بالإنجليزية: Horace C. Young)‏ هو سياسي أمريكي، ولد في 28 أغسطس 1806 في الولايات المتحدة، وتوفي في 19 مايو 1879. حزبياً، نشط في الحزب الجمهوري. وقد انتخب عضو جمعية ولاية نيويورك وانتخب عضو مجلس ولاية نيويورك.